# Seattle Post-Intelligencer
Le Seattle Post-Intelligencer (ou P-I ainsi qu'on l'appelle familièrement) est un quotidien américain de langue anglaise, publié à Seattle, dans l'État de Washington. Son histoire, ponctuée de plusieurs mutations et fusions, débute en 1863.
Il paraît pour la première fois le 15 décembre 1863, sous le titre de Seattle Gazette, avec une périodicité hebdomadaire. Le titre est racheté, en 1867, par un autre entrepreneur qui lui donne le nom de Weekly Intelligencer, tout en lui conservant son rythme de parution.
En 1881, l'hebdomadaire fusionne avec le quotidien Seattle Post pour devenir le quotidien Seattle Post-Intelligencer.
Racheté, en 1921, par William Randolph Hearst (qui y publie, le 27 décembre, son premier éditorial), le journal est demeuré, jusqu'ici, dans le giron de l'empire de presse Hearst Corporation.
Le 17 mars 2009, il disparaît sous sa forme papier pour devenir média en ligne.